# 닌자 가이덴
《닌자 가이덴》(Ninja Gaiden, NINJA 外伝)은 가공의 닌자 류 하야부사를 주인공으로 하는 테크모의 액션 비디오 게임 시리즈이다. 아케이드 및 패밀리 컴퓨터로 처음 발매될 시 일본에선 《닌자 용검전》(일본어: 忍者龍剣伝)이라는 제목을 사용했다.
패밀리 컴퓨터로 발매된 3부작의 경우 절묘하게 설계된 액션 플랫포머 게임플레이, 영화같은 연출과 중독성 있는 음악으로 큰 인기를 끌었다. 이후 엑스박스로 발매된 2004년작 리부트 《닌자 가이덴》은 마찬가지로 3D 액션 게임으로서 큰 호응을 얻어 이후 후속작들이 연이어 출시됐다. 시리즈 대대로 높은 난이도로 유명하다.

## 게임 목록
- 《닌자 용검전》 (1988) - 아케이드
- 《닌자 용검전》 (1988) - 패밀리 컴퓨터
- 《닌자 용검전 II: 암흑의 사신검》 (1990)
- 《닌자 용검전 III: 황천의 방주》 (1991)
- 《닌자 가이덴》 (1991) - 게임 기어
- 《닌자 용검전 GB: 마천루 결전》 (1991)
- 《닌자 가이덴》 (1992) - 세가 마스터 시스템
- 《닌자 용검전 파》 (1995)
- 《닌자 가이덴》 (2004) - 엑스박스
- 《닌자 가이덴: 드래곤 소드》 (2008)
- 《닌자 가이덴 II》 (2008)
- 《닌자 가이덴 3》 (2012)
- 《야이바: 닌자 가이덴 Z》 (2014)